# Mellana
Mellana là một chi bướm ngày thuộc họ Bướm nâu.